# Friedrich von Runkel
Friedrich Wilhelm Justus von Runkel (* 1. März 1833 in Koblenz; † 5. Juli 1914 in Heddesdorf) war ein deutscher Jurist, Verwaltungsbeamter und Gutsbesitzer.

## Leben
Friedrich von Runkel war Sohn des Landrats und Gutsbesitzers Eduard von Runkel. Nach dem Besuch des Gymnasiums in Koblenz studierte er an der Rheinischen Friedrich-Wilhelms-Universität Bonn Rechtswissenschaften. 1852 wurde er wie sein Vater Mitglied des Corps Rhenania Bonn. Nach Abschluss des Studiums schlug er zunächst die Richterlaufbahn ein. 1868 wurde er Kreisrichter in Dierdorf und 1876 Kreisgerichtsrat in Neuwied. 1877 folgte er seinem Vater als Landrat des Kreises Neuwied nach. Das Amt hatte er bis 1906 inne. Er wurde nach dem Tod seines Vaters Besitzer der Güter Heddesdorf, Maiborn und Düsternau.

## Familie
Friedrich Wilhelm Justus von Runkel heiratete 1861 Anna Emma Wandersleben (* 1838; † 1871). Die Ehe blieb kinderlos. Als Witwer heiratete er am 20. März 1873 Pauline Mathilde Anna Ludovici (* 10.10.1853; † 15.10.1941). Aus dieser Ehe gingen hervor:
- Mathilde Luise von Runkel (* 21.12.1873 in Heddesdorf; † 1968),
  - ⚭ Paul Anton Theodor Carl Friedrich von Miquèl (* 27.7.1866; † 6.6.1931), Rittmeister, Sohn des preußischen Finanzministers Dr. Johann Franz von Miquel (1828–1901)

## Ehrungen
Nach Friedrich Wilhelm Justus von Runkel und seinem Vater Eduard Justus Runkel ist zu deren Andenken die Straße „Von-Runkel-Platz“ in Neuwied–Heddesdorf benannt.

## Auszeichnungen
- Ernennung zum Geheimen Regierungsrat, 1894